# Semiconductor Industry Association
La Semiconductor Industry Association (SIA) fue creada al 1977 y ha sido una de las principales industrias exportadoras de semiconductores de América. Ha sido un motor clave de la fuerza económica, la seguridad nacional y la competitividad de los Estados Unidos.

## Objetivos
La Semiconductor Industry Association quiere reforzar el liderazgo de los Estados Unidos en la fabricación, el diseño y la investigación de los semiconductores y avanzar en políticas que ayudan a crecer esta industria. Mediante el Congreso, la administración y los principales agentes de la industria quieren fomentar políticas y regulaciones que refuercen la innovación y que impulsen los negocios y la competencia internacional. Quieren conseguir la definición de estrategias para promover y mantener el liderazgo mundial de sus miembros, la defensa de políticas públicas que ofrezcan un mercado justo por la competencia, la promoción de un comercio justo y abierto y por último, el seguimiento de la información estadística del mercado.